# Avril 2016 en sport
Pour des articles plus généraux, voir 2016 en sport et avril 2016.

## Avril
- 1 au 3 : Tournoi Grand Prix de judo à Samsun en Turquie.
- 2 au 10 : Championnats du monde masculin de Curling à Bâle en Suisse.
- 3 : UCI World Tour de cyclisme sur route - Tour des Flandres en Belgique.
- 3 : UCI World Tour féminin de cyclisme sur route - Tour des Flandres en Belgique.
- 4 au 9 : UCI World Tour de cyclisme sur route - Tour du Pays basque en Espagne.
- 5 au 10 : Open de Malaisie de badminton à Shah Alam en Malaisie.
- 7 au 10 : Masters de golf à Augusta aux États-Unis.
- 7 au 12 : Championnats d'Europe d'Haltérophilie à Forde en Norvège.
- 8 au 10 : 7e étape des World Rugby Sevens Series masculins de rugby à sept à Hong Kong.
- 9 au 10 : 1re étape de la Coupe du monde de VTT à Lourdes en France.
- 9 au 10 : 2e étape de la Coupe du monde de BMX à Manchester en Angleterre.
- 9 au 10 : Séries mondiales de triathlon à Gold Coast en Australie.
- 10 : UCI World Tour de cyclisme sur route - Paris-Roubaix en France.
- 10 au 17 : Masters de Monte-Carlo de tennis à Monaco.
- 12 au 17 : Open de Singapour de badminton à Singapour.
- 13 au 25 : Coupe du monde de tir sportif à Rio de Janeiro au Brésil.
- 14 au 18 : 4e étape de la Coupe du monde de pentathlon moderne à Kecskemét en Hongrie.
- 15 au 17 : Coupe du monde d'aviron à Varèse en Italie.
- 15 au 17 : Tournoi qualificatif européenne de lutte pour les Jeux olympiques à Zrenjanin en Serbie.
- 15 au 17 : 3e étape des World Series de plongeon à Windsor au Canada.
- 16 : Marathon de Boston aux États-Unis.
- 16 au 17 : 8e étape des World Rugby Sevens Series masculins de rugby à sept à Singapour.
- 16 au 17 : 4e étape des World Rugby Sevens Series féminins de rugby à sept à Langford au Canada.
- 16 au 17 : 1/2 finales de la Fed Cup de tennis.
- 16 au 23 : Championnats du monde mixte de Curling à Karlstad en Suède.
- 17 : UCI World Tour de cyclisme sur route - Amstel Gold Race aux Pays-Bas.
- 20 : UCI World Tour de cyclisme sur route - Flèche wallonne en Belgique.
- 20 : UCI World Tour féminin de cyclisme sur route - Flèche wallonne en Belgique.
- 20 au 1er mai : Tournoi de qualification européen AOB de boxe pour les Jeux olympiques de Rio à Istanbul en Turquie.
- 21 au 24 : Championnats d'Europe de judo à Kazan en Russie.
- 22 au 24 : finales des EuroCoupes 2e, 3e et 4e division en handibasket (Coupe Vergauwen, Coupe Brinkmann et Challenge Cup).
- 22 au 24 : Coupe des nations de concours complet d'équitation à Ballindenisk en Irlande.
- 22 au 24 : Grand prix d'épée d'escrime à Rio de Janeiro au Brésil.
- 22 au 24 : 1er Tournoi qualificatif mondial de lutte pour les Jeux olympiques à Oulan-Bator en Mongolie.
- 22 au 24 : 4e étape des World Series de plongeon à Kazan en Russie.
- 23 au 24 : 2e étape de la Coupe du monde de VTT à Cairns en Australie.
- 23 au 24 : Séries mondiales de triathlon au Cap en Afrique du Sud.
- 24 : Marathon de Londres en Angleterre.
- 24 : UCI World Tour de cyclisme sur route - Liège-Bastogne-Liège en Belgique.
- 25 au 27 : Championnats du monde d'escrime à Rio de Janeiro au Brésil.
- 25 au 1er mai : Coupe du monde de voile à Hyères en France.
- 26 au 1er mai : UCI World Tour de cyclisme sur route - Tour de Romandie en Italie.
- 26 au 1er mai : Championnats d'Europe de badminton à La Roche-sur-Yon en France.
- 26 au 1er mai : 1re étape de la coupe du monde de tir à l'arc à Shanghai en Chine.
- 27 au 1er mai : Coupe des nations de saut d'obstacles à Lummen en Belgique.
- 28 au 1er mai : Rolex Kentucky Three Day - concours complet d'équitation à Lexington aux États-Unis.